# Single-system image
In informatica Single-system image (in sigla SSI) è una forma di calcolo distribuito che utilizza una interfaccia comune per la gestione delle risorse. SSI permette al programmatore di utilizzare il cluster come fosse un singolo sistema. Questa tipologia di programmazione può essere utilizzata anche da database distribuiti, da file system distribuiti ecc. In questa forma di calcolo distribuito il sistema operativo è distribuito sui vari nodi di calcolo. 
Questi sono progetti che utilizzano il Single System image:
- Amoeba (inattivo)
- BProc
- DragonFly BSD
- Genesis
- Kerrighed
- MOSIX/openMosix
- Nomad (inattivo)
- OpenSSI
- Plurix
- Sprite (inattivo)
- TruCluster
- IBM Z System